# Liste der Monuments historiques in Heutrégiville
Die Liste der Monuments historiques in Heutrégiville führt die Monuments historiques in der französischen Gemeinde Heutrégiville auf.

## Liste der Objekte
| Bezeichnung                      | Beschreibung                                                   | Standort                                 | Kennzeichnung | Schutzstatus    | Datum  | Bild |
| -------------------------------- | -------------------------------------------------------------- | ---------------------------------------- | ------------- | --------------- | ------ | ---- |
| Skulptur Auferstandener Christus | Holz, 18. Jahrhundert                                          | in der Kirche Ste-Marie-Madeleine (Lage) | PM51001823    | Inscrit         | 2001   |      |
| Skulptur Heilige Katharina       | Holz, farbig gefasst, 17. oder 18. Jahrhundert                 | in der Kirche Ste-Marie-Madeleine (Lage) | PM51003688    | Inscrit         | 2017   |      |
| Taufbecken                       | Stein, 11. oder 12. Jahrhundert                                | in der Kirche Ste-Marie-Madeleine (Lage) | PM51000485    | Classé          | 1908   |      |
| Pietà                            | Stein, 16. Jahrhundert; während des Ersten Weltkriegs zerstört | in der Kirche Ste-Marie-Madeleine (Lage) | PM51001506    | Classé gelöscht | ? 1942 |      |
| Skulptur Johannes der Täufer     | Holz, farbig gefasst, 17. oder 18. Jahrhundert                 | in der Kirche Ste-Marie-Madeleine (Lage) | PM51003689    | Inscrit         | 2017   |      |